# Blue Angels
Blue Angels (tạm dịch: Thiên thần xanh), tên chính thức Phi đội Máy bay Biểu diễn Hải quân Hoa Kỳ, là một phi đội biểu diễn máy bay thuộc Hải quân Hoa Kỳ. Phi đội thành lập vào năm 1946, đơn vị này là đội nhào lộn trên không chính thức lâu đời thứ hai thế giới, sau Patrouille de France của Pháp thành lập vào năm 1931. Đội gồm sáu phi công biểu diễn của Hải quân và một Thủy quân Lục chiến, lái chiếc Boeing F/A-18E/F Super Hornet.